# Manhattan Loto
Pour plus de détails, voir Fiche technique et Distribution.
Manhattan Loto (The Squeeze), est une comédie américaine réalisée par Roger Young en 1987.

## Synopsis
L'inventeur et flambeur Harrison se voit demander par son ex-femme une petite faveur qui pourrait bien se retourner contre lui.

## Fiche technique
- Titre original : The Squeeze
- Titre international et français : Manhattan Loto
- Réalisation : Roger Young
- Scénario : Daniel Taplitz
- Musique : Miles Goodman
- Photographie : Arthur Albert
- Montage : Harry Keramidas
- Producteurs : Rupert Hitzig & Michael Tannen
- Société de production et de distribution : TriStar Pictures
- Pays :  États-Unis
- Langue : Anglais
- Format : Couleur - Mono - 35 mm
- Genre: Comédie, action
- Durée : 97 min

## Distribution
- Michael Keaton : Harry Berg
- Rae Dawn Chong : Rachel Dobs
- Joe Pantoliano : Norman
- George Gerdes : Joe
- Meat Loaf : Titus
- Ronald Guttman : Christian Rigaud
- Leslie Bevis : Gem Vigo
- Pat McNamara : Arnold Drisco
- Liane Langland : Hilda
- Richard Portnow : Ruben
- John Davidson : Tom T. Murray
- John Dennis Johnston : Nick
- Danny Aiello III : Ralph Vigo